# Der Schwarze Korsar
Der Schwarze Korsar ist ein Romanzyklus des Schriftstellers Emilio Salgari aus dem 19. und 20. Jahrhundert.
Cavaliere Emilio di Roccabruna, Herr von Valpenta und Ventimiglia, so der Name des Schwarzen Korsaren, ist neben der Figur des malaysischen Piraten Sandokan die populärste Figur des italienischen Abenteuerschriftstellers Emilio Salgari. Er ist der Hauptheld der ersten zwei Bände des fünf Bücher umfassenden Zyklus „Die Piraten der Antillen“.

## Die Bücher

### Die Piraten der Antillen
Auf Deutsch erschienen die Bücher 1930 im Phönix-Verlag:
1. 1898: Il Corsaro Nero – Der Schwarze Korsar
2. 1901: La Regina dei Caraibi – Die Karibenkönigin
3. 1905: Jolanda la figlia del Corsaro Nero – Die Tochter des Schwarzen Korsaren[1]
4. 1908: Il figlio del Corsaro Rosso – Der Sohn des Roten Korsaren (Übersetzung K. Heinz Hellwig, Phönix-Verlag, 1930)
5. 1908: Gli ultimi filibustieri – Die letzten Freibeuter (Übersetzung K. Heinz Hellwig, Phönix-Verlag, 1930)

#### Vorgeschichte
Es ist die Geschichte von vier Brüdern der Familie Ventimiglia, die an der Seite des Herzogs von Savoyen, für Frankreich gegen die Spanier kämpfen. Während der Kämpfe in Flandern wird eine Marineeinheit, zu der auch die vier Brüder gehören, von einer zehnfachen Übermacht eingeschlossen und muss sich in einer Festung verbarrikadieren. Der Anführer dieser Einheit ist der flämische Herzog van Gould. Dieser setzt sich allerdings mit den Spaniern in Verbindung und verspricht ihnen die Festung in die Hände zu spielen, wenn sie ihm im Gegenzug den Posten eines Gouverneurs in den amerikanischen Kolonien und eine große Summe Geld geben würden. Als van Gould den Spaniern die Tore öffnet, wird er von dem ältesten der Brüder Ventimiglia überrascht. Diesen erschießt er und flüchtet dann nach Amerika, wo er den Posten des Gouverneurs von Maracaibo bekleidet. Doch die drei noch lebenden Brüder Ventimiglia stöbern ihn schon nach kurzer Zeit auf und bekämpfen ihn als der Rote Korsar, der Grüne Korsar und der Schwarze Korsar. Als erstes gelingt es dem Grünen Korsaren, van Gould nahezukommen. Dabei fällt er in die Hände der Spanier und wird gehängt. Das gleiche Schicksal erleidet kurz darauf auch der Rote Korsar. An dieser Stelle setzt der erste Roman ein.

#### Der schwarze Korsar
Von den Begleitern des Roten Korsaren gelingt es lediglich den beiden Flibustieren Carmaux und van Stiller zu entkommen. Auf dem Meer begegnet ihnen die „Fólgore“, das Schiff des Schwarzen Korsaren. Als sie diesem den Tod seines dritten Bruders melden, beschließt er, zusammen mit Carmaux und van Stiller nach Maracaibo zurückzukehren um die Leiche des Roten Korsaren zu holen und im Meer zu bestatten. Unter einigen Schwierigkeiten gelingt dieses Unterfangen. Während der Beisetzung des Roten Korsaren schwört der Schwarze Korsar alle Mitglieder der Familie van Gould zu töten. Kurz darauf wird ein spanisches Schiff geentert. An Bord befindet sich die flämische Herzogin Honorata Willerman, Herzogin von Weltendrem. Der schwarze Korsar beschließt, sie als Geisel mit nach Tortuga mitzunehmen. Die Herzogin fühlt sich unwiderstehlich zu dem Piraten hingezogen und auch er kann sich ihr nicht ganz verschließen. Schließlich gestehen sie sich ihre Liebe.
Etwa gleichzeitig beschließen die Piraten von Tortuga, die Stadt Maracaibo zu überfallen und auszuplündern. Der Schwarze Korsar, der dies als Chance sieht, van Gould in die Hand zu bekommen, spielt bei der Planung und Ausführung des Plans eine zentrale Rolle. Honorata, die ihren Geliebten nicht verlassen möchte, schmuggelt sich mit Hilfe von Carmaux und van Stiller auf die „Fólgore“.
Nach harten Kämpfen fällt Maracaibo in die Hand der Piraten. Dem Herzog van Gould gelingt allerdings die Flucht. Er will sich durch den Dschungel nach der Stadt Gibraltar absetzen. Der Schwarze Korsar, Carmaux und van Stiller nehmen die Verfolgung auf. Gleichzeitig beordern sie die restlichen Piraten, ebenfalls nach Gibraltar zu kommen. Unterdessen kämpft sich der Korsar mit seinen Begleitern, zu denen auch ein Spanier gehört, dem er einst das Leben geschenkt hat, durch den mörderischen Dschungel, wo sie ständigen Angriffen durch Indianern und wilden Tieren ausgesetzt sind. Und obwohl sie dem Herzog van Gould immer näher kommen, gelingt es diesem, im letzten Moment zu entkommen. Enttäuscht kehrt der Schwarze Korsar auf sein Schiff zurück, wo er überschwänglich von Honorata empfangen wird. Dabei wird sie von dem Spanier erkannt. Sie ist in Wirklichkeit die Tochter von van Gould. Um nicht sein Gesicht zu verlieren, muss der Schwarze Korsar seinen Schwur einhalten. Unter Tränen befiehlt er seinen Leuten, Honorata in einem Boot auszusetzen.

#### Die Karibenkönigin
Zwei Jahre nach den Ereignissen aus dem ersten Band läuft die „Fólgore“ den Hafen von Puerto Limon an. Dort lebt der Verwalter des Herzogs van Gould, Don Pablo de Ribeira. Zusammen mit Carmaux, van Stiller und dem Schwarzen Mokko begibt sich der Schwarze Korsar an Land. Er will von dem Verwalter erfahren, wo sich van Gould befindet, der seit seiner damaligen Flucht verschwunden ist. Gleichzeitig will er in Erfahrung bringen, ob etwas an den Gerüchten ist, dass Honorata van Gould die Aussetzung in einem kleinen Beiboot überlebt hat. Von Don Pablo erfährt der Korsar, dass Honorata höchstwahrscheinlich noch am Leben ist, dass aber niemand weiß, wo sie sich derzeit befindet. Was den Aufenthaltsort von van Gould betrifft, so weigert sich Don Pablo, diesen preiszugeben. Erst als die Piraten damit drohen, ihn zu töten, gibt er dessen Aufenthaltsort preis: Veracruz. Während der Unterredung rotten sich spanische Truppen zusammen, um den Schwarzen Korsaren zu überwältigen. Don Pablo tut so, als würde er den Flibustiern zur Flucht verhelfen, verrät sie jedoch. Mit Hilfe von Yara, einer indianischen Dienerin, die die Spanier genauso hasst wie der Schwarze Korsar, gelingt den Freibeutern die Flucht. Wieder an Bord der „Fólgore“ beschließt man, weitere Piraten zusammenzuziehen und Veracruz zu erobern. Um zu verhindern, dass van Gould wieder fliehen kann, will der Schwarze Korsar, zusammen mit Carmoux, van Stiller, Mokko und Yara die Stadt noch vor dem Angriff aufsuchen, um sich van Goulds zu bemächtigen. In Veracruz gerät der Korsar mit seinen Begleitern in eine Falle. Yara wird erschossen und die anderen müssen sich in einem Festungsturm verschanzen. Unterdessen treffen die anderen Piraten ein und stürmen die Stadt. Van Gould entkommt abermals. Mit der „Fólgore“ nimmt der Schwarze Korsar die Verfolgung auf und stellt das Schiff von van Gould. Es wird in einem entsetzlichen Sturm geentert. Als van Gould erkennt, dass alles verloren ist, sprengt er das eigene Schiff in die Luft. Der Korsar, Carmaux, van Stiller und Mokko können sich auf ein Floß aus Schiffstrümmern retten und treiben hilflos auf dem Meer dahin, bis sie endlich in Florida stranden. Dort geraten sie in die Hände von Kannibalen, die sie gefangen nehmen. Ihre weiße Königin soll über das Schicksal der Gefangenen entscheiden. Es zeigt sich, dass Honorata die Königin ist. Sie verzeiht dem Schwarzen Korsaren, dass er sie ausgesetzt hat. Gemeinsam flüchten sie mit einem Boot über das Meer. Carmaux, van Stiller und Mokko werden einige Monate später von ihren Gefährten aufgespürt. Das Kommando über sie übernimmt nun der ehemalige Erste Offizier Morgan.

#### Die Tochter des Schwarzen Korsaren
Durch Zufall erfährt Kapitän Morgan, dass der Schwarze Korsar, zusammen mit Honorata, in seine Heimat zurückgekehrt ist. Dort heiraten sie. Aber schon zehn Monate nach der Hochzeit stirbt Honorata bei der Geburt ihrer Tochter Jolanda. Der ehemalige Korsar gerät darüber so in Trauer, dass er freiwillig den Tod sucht. Bei den Kämpfen gegen die in Savoyen eingefallenen Franzosen findet er ebenfalls den Tod. Sechzehn Jahre später schifft sich Jolanda de Ventimiglia auf einen holländischen Schiff ein, um in Amerika auch das Erbe ihres Großvaters, des Herzogs van Gould anzutreten. Dort angekommen, wird sie vom Grafen von Medina y Torres, einem illegitimen Sohn des Herzogs van Gould, der es ebenfalls auf die Hinterlassenschaften seines Vaters abgesehen hat, gefangen genommen. Dieser ist mittlerweile der neue Gouverneur von Maracaibo. Morgan will die Tochter seines ehemaligen Kommandanten befreien und schickt Carmaux und van Stiller nach Maracaibo, wo sie Erkundigungen einziehen sollen. Die beiden haben Glück und treffen auf den Pflanzer Don Raffaele, der sehr gut informiert ist. Sie entführen den Don und bringen ihn auf Morgans Schiff. Dort berichtet Don Raffaela, dass sich Jolanda tatsächlich in der Gewalt des Gouverneurs befindet. Morgan schickt Don Raffaele mit einem Ultimatum in die Stadt zurück. Er verlangt die Herausgabe von Jolanda und droht mit der Erstürmung der Stadt. Der Graf lehnt Jolandas Herausgabe ab. Daraufhin stürmen die Piraten die Stadt, die nur schwache Gegenwehr leistet. Dem Gouverneur aber gelingt es zu entkommen. Carmaux und van Stiller finden den verängstigten Don Raffaele, der ihnen erzählt, dass sich Jolanda noch in Maracaibo befinden müsse. Er vermutet sie im Gewahrsam von Hauptmann Valera, der rechten Hand des Grafen von Medina. Dieser hat sich in einem geheimen Verlies im Karmeliterkloster versteckt. Dort wird er von den Piraten überwältigt und Jolanda befreit. Morgan ist aber noch nicht zufrieden, er will auch den Grafen von Medina in die Hände bekommen. Nach der Plünderung von Maracaibo bricht er mit einigen Schiffen nach Gibraltar auf und nimmt auch die Stadt. Der Graf ist aber längst mit einem Schiff auf und davon. Unterwegs trifft er auf ein spanisches Geschwader, dass er auf die Piraten ansetzt. Trotz der Überlegenheit der Spanier, gelingt es diese zu schlagen. Bei der anschließenden Fahrt nach Tortuga geraten die Piraten in ein schweres Unwetter, bei dem Morgans Schiff schwer beschädigt wird. Noch während des Sturms sichtet man ein weiteres spanisches Schiff. Dies ist zwar auch beschädigt, doch nicht so schwer wie das der Piraten. Der Spanier wird geentert. An Bord befindet sich unter anderem der gesuchte Gouverneur von Maracaibo. Auf dessen Weisung sabotiert Hauptmann Valera, der sich ebenfalls an Bord befindet, alle Reparaturen des Schiffes. Da der Sturm nicht nachlässt, wird es langsam zur Küste zurückgetrieben. Als diese schon in Sicht ist, spült eine Welle Morgan und Jolanda über Bord. Um ihnen beizustehen, springt Carmaux hinterher. Nur mit wenigen Waffen gelangen sie heil ans Land, wo sie bald auf zwei Indianer treffen. Diese werden von einem Trupp eines feindlichen Stammes verfolgt. Man verbündet sich und beschließt, sich zum Dorf der beiden Indianer durchzuschlagen. Unterwegs werden sie von den feindlichen Indianern angegriffen und getrennt. Jolanda und Morgan, der von einem Pfeil verwundet worden ist, bilden den einen Trupp. Die beiden versuchen sich nun allein durchzuschlagen, wobei sie sich immer näher kommen. Aufopferungsvoll kümmert sich Jolanda dabei um den schwer verwundeten Morgan. Gemeinsam erreichen sie schließlich das Dorf der beiden verbündeten Indianer. Dort finden sie Carmaux wieder und zu ihrer Überraschung auch Don Raffaele, den sie für tot gehalten hatten. Dieser aber hat sich retten können, nachdem ihn Hauptmann Valera über Bord geworfen hatte. Kurz darauf werden zwei Flöße aus Schiffstrümmern gesichtet. Es sind die Kameraden, die den Sturm ebenfalls überstanden haben. Diese melden Morgan, dass zwar ihr Schiff verloren ist, an der Küste aber eine spanische Korvette liegt. Schnell wird beschlossen, diese zu kapern. Die Piraten brechen auf und lassen nur Jolanda und Don Raffale zurück. Kaum dass die Piraten verschwunden sind, kommen einige Spanier ins Dorf. Sie werden vom Grafen von Medina angeführt. Er nimmt Jolanda erneut gefangen. Don Raffaele gelingt es, ihn zu belauschen und erfährt so, dass sich der Graf nach Panama begeben will. Diese Nachricht bringt er Morgan, der sofort beschließt, neue Piraten von Tortuga zu holen und die Stadt Panama anzugreifen. In einem blutigen Gefecht wird Panama gestürmt und ausgeplündert. Jolanda kann befreit werden und der Graf von Medina stirbt als reuiger Sünder durch Morgans Klinge. Zurück auf Tortuga heiraten Morgan und Jolanda. Wenig später setzen sich Carmaux und van Stiller, die mittlerweile alt geworden sind, zur Ruhe.

## Die Filme
Nach Vorlage der Romane entstanden, vorwiegend in Italien, zahlreiche Verfilmungen des Stoffes. 
- Der schwarze Korsar (1938), Ciro Verratti spielte den Korsaren[2]
- El corsario negro (1944) Regisseur Chano Urueta mit Pedro Armendáriz als Korsar[3]
- Il corsaro nero (1976), Regisseur Sergio Sollima, mit dem Hauptdarsteller Kabir Bedi[4]

## Hörspiel
Nach Vorlage der Romane und unter Einfluss der Verfilmungen produzierte Kurt Vethake 1980 das Abenteuerhörspiel Der schwarze Korsar. In der Hauptrolle ist Peter Schiff  zu hören, die Herzogin wird von Regine Mahler gespielt. Unter der Tonregie von Wolfgang Loos kommen bekannte Kompositionen von Arno Bergmann zum Einsatz.